# Amager Øst

Stadsdelen in de gemeente Kopenhagen 2007-heden:
A: Indre By
B: Østerbro
C: Nørrebro
D: Bispebjerg
E: Brønshøj-Husum
F: Vanløse
G: Valby
H: Vesterbro/Kongens Enghave
I: Amager Vest
J: Amager Øst

Amager Øst is een stadsdeel van de Deense gemeente Kopenhagen. Het district heeft een oppervlakte van 9,11 km² en een bevolking van 50.900 inwoners (2011).
In het noorden van het gebied tegen de grens van Amager Vest bevindt zich Amagerbro, een dichtbevolkte woonwijk, terwijl andere gebieden worden gedomineerd door volkstuintjes, eengezinswoningen en industrieterreinen. Amagerbro was een volkswijk die een aanzienlijke stedelijke vernieuwing heeft ondergaan. Ook de gebieden langs de kust van de Sont werden grondig vernieuwd onder andere met de renovatie en uitbouw van het Amager Strandpark in 2005, een 2 kilometer lang kunstmatig eiland met een strand van 4,6 kilometer lang.

## Ligging
Het district ligt in het noordoosten van het eiland Amager met als aangrenzende gebieden:
- In het westen Amager Vest
- In het zuiden Tårnby
- In het oosten de Sont
- In het noordwesten Christianshavn, aan de andere zijde van de vroegere slotgracht.
- In het noorden Holmen, eveneens aan de andere kant van het water.

## Geschiedenis
Sinds de hervorming van de stad in 2006–2008 is Kopenhagen officieel verdeeld in tien districten of stadsdelen (bydele): Indre By, Østerbro, Nørrebro, Vesterbro/Kongens Enghave, Valby, Vanløse, Brønshøj-Husum, Bispebjerg, Amager Øst en Amager Vest.
Amager Øst werd opgericht als een administratief district op 1 januari 2007 en bestrijkt de gebieden voorheen bekend als Sundbyøster en Amagerbro.
Amager Øst · Amager Vest · Bispebjerg · Brønshøj-Husum · Indre By · Nørrebro · Valby · Vanløse · Østerbro · Vesterbro/Kongens Enghave